# پیتر اسمیت (بازیکن)
پیتر اسمیت (۱ اوت ۱۹۲۴–۲۶ ژانویه ۱۹۵۴) بازیکن اتحادیه راگبی در نیوزیلند بود.

## زندگی شخصی
اسمیت در کایکوه متولد شد و در دبیرستان و سپس دبیرستان ناحیه کایکهه تحصیل کرد. او یکی از سه فرزند بود. پدرش لزلی یک نانوا بود که در جنگ جهانی اول خدمت کرده بود و هم برای اوکلند جنوبی و هم جزیره شمالی راگبی بازی می‌کرد.
پیتر در سال ۱۹۵۴ در سن ۲۹ سالگی درگذشت.